# Cupa Challenge 1909-1910

## Ediția a X-a, 1909-1910
Ediția a X-a a Cupei Challenge este foarte posibil să nu se fi desfășurat, dar totuși sunt unele surse care indică jucarea finalei.

## Finala
| 1910 | Budapesta Torna Club | 2 – 1 | Wiener Sport-Club |  |
| 1910 |                      |       |                   |  |

| Cupa Challenge 1909-1910            |
| ----------------------------------- |
| Budapesta Torna Club (Primul Titlu) |